# Jacek Flis
Jacek Flis (ur. 26 września 1960 w Częstochowie) – polski szachista, mistrz FIDE od 1988 roku.

## Kariera szachowa
W latach 1979–1986 czterokrotnie wystąpił w finałach mistrzostw Polski mężczyzn. Największy sukces odniósł w 1983 r. w Piotrkowie Trybunalskim, zdobywając tytuł wicemistrza kraju. W tym samym roku wystąpił w memoriale Akiby Rubinsteina w Polanicy-Zdroju. W 1984 r. zajął II miejsce w Katowicach, natomiast w 1985 r. podzielił III miejsce w otwartym turnieju w Warszawie.
Reprezentował Polskę w rozgrywkach drużynowych, m.in.:  na turnieju o Puchar Nordycki (Nordic Cup) (w roku 1983), zdobywając wspólnie z drużyną złoty medalk.
Najwyższy ranking w karierze osiągnął 1 lipca 1983 r., z wynikiem 2410 punktów dzielił wówczas 7-8. miejsce wśród polskich szachistów.